# Максимилиан Карл Альберт, князь Левенштайн-Вертгейм-Рошфор
Максимилиан Карл Альберт, князь Левенштайн-Вертхайм-Рошфор (нем. Maximilian Karl Albrecht Fürst zu Löwenstein-Wertheim-Rochefort; 14 июля 1656, Рошфор — 26 декабря 1718, Милан) — австрийский офицер, последний (3-й) граф Лёвенштейн-Вертгейм-Рошфор (27 января 1672 — 3 апреля 1711), 1-й князь Лёвенштайн-Вертхайм-Рошфор (3 апреля 1711 — 26 декабря 1718).

## Биография
Родился 14 июля 1656 года в Рошфоре. Четвертый сын и старший сын Фердинанда Карла, графа Лёвенштейн-Вертгейма-Рошфора (1616—1672), и его супруги, графини Анны Марии Фюрстенберг (1634—1705), младшей дочери графа Эгона VIII Фюрстенберг-Хайлигенбергского (1588—1635) и принцессы Анны Марии фон Гогенцоллерн-Гехинген (1603—1652). У него было десять братьев и сестер.
27 января 1672 года после смерти своего отца Максимилиан Карл унаследовал графский титул.
В раннем возрасте Максимилиан Карл поступил на императорскую службу, исполнял обязанности имперского советника (с 1684 года) и тайного имперского советника (1699). В 1704 году после вынужденной эмиграции баварского курфюрста Максимилиана II Максимилиан Карл Лёвенштейн-Вертгейм-Рошфор был назначен имперским администратором Баварии.
3 апреля 1711 года император Священной Римской империи Иосиф I взвел графа Максимилиана Карла Альберта в статус имперского князя. 8 января 1712 года новый император Карл VI подтвердил княжеский титул за Максимилианом Карлом и его законными мужскими потомками.
В 1717—1718 годах князь Максимилиан Карл Лёвенштейн-Вертгейм-Рошфор занимал должность губернатора Миланского герцогства.
26 декабря 1718 года 62-летний Максимилиан Карл Альберт Лёвенштейн-Вертгейм-Рошфор скончался в Милане. Он был похоронен в Милане, а его сердце было перенесено и погребено в склепе монастырской церкви Вертхайма.

## Брак и дети
26 августа 1678 года Максимилиан Карл Альберт женился на тирольской графине Марии Поликсене Куэн-Белази-и-Лихтенберг (14 июля 1658 — 12 ноября 1712), дочери Маттиаса, графа Куэн-Белази-и-Лихтенберг. Супруги имели десять детей:
- Принцесса Мария Терезия Франциска цу Левенштайн-Вертхайм-Рошфор (29 октября 1679—1718), монахиня
- Наследный принц Вильгельм Карл Магнус Антон цу Левенштайн-Вертхайм-Рошфор (род. и ум. 1680)
- Наследный принц Максимилиан Карл Антон цу Левенштайн-Вертхайм-Рошфор (30 ноября 1681 — 27 октября 1710)
- Граф Вольфганг Филипп Эберхард Иосиф цу Левенштайн-Вертхайм-Рошфор (род. и ум. 1683)
- Граф Феликс Альберт цу Левенштайн-Вертхайм-Рошфор (2 августа 1684 — 25 февраля 1685)
- Принцесса Элеонора Мария Анна цу Левенштайн-Вертхайм-Рошфор (16 февраля 1686 — 22 февраля 1753), муж с 1704 года Эрнст Леопольд, ландграф Гессен-Ротенбург (1684—1749)
- Граф Франц Иосиф цу Левенштайн-Вертхайм-Рошфор (1687 — 2 апреля 1688)
- Принцесса Леопольдина Мария Терезия Рената Доротея цу Левенштайн-Вертхайм-Рошфор (26 мая 1689 — 24 августа 1763), муж с 1710 года Сигизмунд Конрад Квинтус Антон, граф фон Штаремберг (до 1689—1727)
- Доминик Марквард Себастьян Кристиан Эрнста, 2-й князь цу Левенштайн-Вертхайм-Рошфор (7 ноября 1690 — 11 марта 1735), женат с 1712 года на ландграфине Кристине Гессен-Рейнфельс-Ванфридской (1688—1728)
- Граф Франц Карл цу Левенштайн-Вертхайм-Рошфор (18 октября 1693 — 13 февраля 1697).